# La Haye-Malherbe

La Haye-Malherbe este o comună în departamentul Eure, Franța. În 1 ianuarie 2022 avea o populație de 1.374 de locuitori.